# محمد سهيل العشي
محمد سهيل العشي (1918-2006)، ضابط سوري وسفير، كان مرافقاً عسكرياً للرئيس شكري القوتلي حتى سنة 1949 وتسلّم قيادة سلاح الطيران في عهد الرئيس أديب الشيشكلي. وبعد انفصال سوريا عن الجمهورية العربية المتحدة، عُيّن سفيراً في المغرب والجزائر حتى 8 آذار 1963.

## البداية
ولد سهيل العشي في دمشق ودرس في مدرسة مكتب عنبر قبل أن يلتحق بالمدرسة الحربية في مدينة حمص وسط البلاد. التحق بجيش الشرق التابع لحكومة الانتداب الفرنسي وخدم في مدينة دير الزور حتى سنة 1941. شارك في تأسيس الجيش العربي السوري وانتُدب مرافقاً عسكرياً للرئيس شكري القوتلي في شباط عام 1946. تم اعتقاله في 29 آذار 1949، عند وقوع الانقلاب الأول ونُقل إلى سجن المزة العسكري نظراً لقربه من الرئيس القوتلي ورفضه التعاون مع مهندس الانقلاب حسني الزعيم.

## المناصب العسكرية
بعد سقوط حسني الزعيم ومقتله في 14 آب 1949، أُرسل سهيل العشي إلى فرنسا لإكمال دورة عسكرية في المدرسة الحربية العليا، وفور عودته إلى سورية عُيّن قائداً لسلاح الجو في عهد العقيد أديب الشيشكلي يوم 19 آب 1951. وبعد انهيار حكم الشيشكلي، نُقل العشي إلى حمص ليصبح مديراً لمدرستها الحربية، بتكليف من الرئيس هاشم الأتاسي.
عاد شكري القوتلي بعدها إلى سورية وأُعيد انتخابه رئيساً للجمهورية سنة 1955. كَلّف العشي بالتحضير لمشاركة سورية في حرب السويس وأرسله إلى العاصمة الأردنية عمّان للقاء الملك حسين بن طلال، ممثلاً عن رئاسة الجمهورية السورية.
وفي سنة 1957، وُجهت اتهامات لسهيل العشي بأنه كان يحضر للقيام بانقلاب عسكري بدعم من الولايات المتحدة الأميركية، هدفه ضرب المصالح السوفيتية في سورية والقضاء على الحزب الشيوعي السوري، الممثل بأمينه العام خالد بكداش. أدت هذه الاتهامات إلى فصله عن الجيش من دون عقاب بسبب قناعة الرئيس شكري القوتلي ببراءته من كل التهم الموجهة إليه من قبل مدير المكتب الثاني، العقيد عبد الحميد السراج. هذا وقد حافظ العشي على ولاء مُطلق للرئيس القوتلي مدى الحياة. 

## العشي سفيراً
أسرع سهيل العشي لمناصرة الوحدة السورية المصرية التي أُقيمت في شباط 1958 ولكنه سرعان ما تراجع عن دعمه بسبب سياسات الرئيس جمال عبد الناصر البوليسية وقرار التأميم الصادر سنة 1961، الذي أدى إلى انهيار الاقتصاد السوري. بارك انقلاب الانفصال الذي أطاح بجمهورية الوحدة يوم 28 أيلول 1961، وتم تعينه سفيراً للجمهورية السورية في المغرب يوم 4 شباط 1962. وبعدها بأشهر قليلة، أصبح سفيراً في الجزائر، بتكليف من رئيس الجمهورية ناظم القدسي. سُرّح العشي من منصبه يوم وصول حزب البعث إلى السلطة في 8 أذار 1963، بتهمة المشاركة بعهد الانفصال. وتقاعد عن أي عمل سياسي أو عسكري من يومها وحتى وفاته سنة 2006. هذا وقد ضع سهيل العشي مذكرات بعنوان «فجر الاستقلال في سورية» نُشرت في بيروت سنة 1999.  